# Wereldkampioenschappen schermen 1956
De 12de wereldkampioenschappen schermen werden tegelijkertijd georganiseerd met de Olympische Spelen in Melbourne. De enige competitie die niet op de Spelen doorging, floret vrouwen in ploeg, werd gehouden in Londen, Verenigd Koninkrijk.

## Resultaat
| Onderdeel | Goud | Goud        | Zilver                                                                           | Zilver    | Brons | Brons     |
| --------- | --- | ----------- | -------------------------------------------------------------------------------- | --------- | --- | --------- |
| Floret    | |             |                                                                                  |           | |           |
| Ploegen   | Vivetta Jagodina Emma Jefimova Tamara Jevplova Valentina Rastvorova Nadezhda Sjitikova Aleksandra Zabelina | Sovjet-Unie | Kate Bernheim Renée Garilhe Lylian Guyonneau Françoise Mailliard Régine Veronnet | Frankrijk | Lídia Dömölky-Sákovics Ilona Elek Margit Elek Katalin Kiss Magdolna Nyári-Kovács Györgyi Marvalics-Székely | Hongarije |

## Medaillespiegel
| Plaats | Land        | Goud | Zilver | Brons | Totaal |
| 1      | Sovjet-Unie | 1    | 0      | 0     | 1      |
| 2      | Frankrijk   | 0    | 1      | 0     | 1      |
| 3      | Hongarije   | 0    | 0      | 1     | 1      |
| Totaal | Totaal      | 1    | 1      | 1     | 3      |

1937 · 1938 · 1947 · 1948 · 1949 · 1950 · 1951 · 1952 · 1953 · 1954 · 1955 · 1956 · 1957 · 1958 · 1959 · 1961 · 1962 · 1963 · 1965 · 1966 · 1967 · 1969 · 1970 · 1971 · 1973 · 1974 · 1975 · 1977 · 1978 · 1979 · 1981 · 1982 · 1983 · 1985 · 1986 · 1987 · 1988 · 1989 · 1990 · 1991 · 1992 · 1993 · 1994 · 1995 · 1997 · 1998 · 1999 · 2000 · 2001 · 2002 · 2003 · 2004 · 2005 · 2006 · 2007 · 2008 · 2009 · 2010 · 2011 · 2012 · 2013 · 2014 · 2015 · 2016 · 2017 · 2018 · 2019 · 2022 · 2023